# Mahara McKay
Mahara McKay (* 20. März 1981 in Neuseeland) ist ein Schweizer Model, DJ und Musikproduzentin. Im Jahr 2000 gewann sie den Titel Miss Schweiz.

## Leben

### Kurzbiografie
Mahara McKay ist Tochter einer Schweizerin und eines Neuseeländers mit Māori-Wurzeln. Bis sie zehn Jahre alt war, wuchs sie in Neuseeland auf. Ab 1991 lebte McKay in der Schweiz. Nach der obligatorischen Schule absolvierte sie den gestalterischen Vorkurs an der Kunstgewerbeschule in Aarau, danach begann sie eine Lehre als Dekorationsgestalterin in Zürich.
2000 gewann Mahara McKay den Titel Miss Schweiz. Nach ihrer Amtszeit als Miss Schweiz arbeitete McKay selbstständig als Model, Moderatorin, DJ und Musikproduzentin und lebte zeitweise in Los Angeles und Berlin. Seit 2014 lebt sie in Dunedin in Neuseeland, wo sie ein Yoga- und Meditationsstudio betreibt.

### Tätigkeit in der Modebranche
Seit ihrer Amtszeit als Miss Schweiz war McKay als Foto- und Laufstegmodel für Marken wie Swarovski, Coca-Cola, Beldona, Schwarzkopf und Vögele Shoes tätig. 2005 wurde sie Schweizer Botschafterin des Autoherstellers Ford, der eine Serie des Modells Ford Fiesta nach ihr benannte, die „Mahara Edition“. McKay war ausserdem Botschafterin von Marken wie Onitsuka tiger (2002–2009), Eve Cardinal (2007–2011), Quiksilver Women (2009–2012), Walterli Freaks, Dove Chocolate (2006–2008) und Harley-Davidson (2009–2011).
Neben ihrer Tätigkeit als Model organisierte McKay verschiedene Modeschauen, produzierte Fotoshootings und war als Stylistin tätig. Ausserdem entwarf sie viele der Abendkleider, die sie auf dem roten Teppich trug, selbst. 2011 wurde sie als Designerin für einige Stücke der Abendrobe der Miss-Schweiz-Wahl ausgewählt.

### Tätigkeit in der Musikbranche
Ab 2002 arbeitete McKay als DJ an verschiedenen Events. Sie produzierte mehrere Songs für Compilations, unter anderem für die Chill-out-Compilation Café del Mar. Ab 2006 legte sie unter dem Künstlernamen DJ Rocksy Musik auf. 2009 wurde sie "Ambassadorin" von Quiksilver Women und war in der Folge an verschiedenen Quiksilver Events als DJ engagiert. Neben den X-Games, Pro France, King of the Groms und Roxy Chicken konnte sie 2009 die Tony Hawk Show im Grand Palais in Paris eröffnen. Sie legte neben zahlreichen Städten in der Schweiz und deren Nachbarländern auch in New York, Los Angeles, Peking, Singapur und Tunis auf.

## Diskografie
Compilations
- 2001: Moana I - My selection (Universal Music 2001)[26]
- 2003: Moana II - My selection (Universal Music 2003)[27]
- 2004: More Moana Dreams (TBA Music 2004)[28]

Singles
geschrieben und komponiert/produziert
- 2005: One Life, Sampler Café del Mar Vol. 12[29]
- 2005: Feel Free, Sampler La Maison de l'Elephant Vol. 3[30]
- 2005: Feel Free, Sampler Bolero Lifestyle Club[31]
- 2006: Waterlove, SoundOasis List Vol. 1[32]
- 2007: Soulsmooth, Sampler Café del Mar Vol. 14[33]
- 2009: He’s Looking At You, Science Fiction Jazz Vol. 12[34]
- 2010: Trust Me, EVE von Cardinal Summer Session CD[35]
- 2010: Ko Tahi Te Oranga, EVE von Cardinal Summer Session CD[36]
- 2010: Shake It, EVE Cardinal Summer Session CD[37]
- 2011: Beautiful Day, Sampler Café del Mar Vol. 17[38]
- 2012: Tiger Beer, für den Film Draussen ist Sommer (Klang der Stille AT)[39]
- 2013: Holes In My Pockets[40]